# Cork grófja
A Cork grófja címet az ír főrendben hozták létre. Az első létrehozásról nem maradt fent okirat, csak ráutaló oklevelek. A második létrehozás a Richard Boyle számára történt 1620-ban, a cím azóta is létezik – noha az  Ír Köztársaság nem ismeri el a nemesi címeket.
A szócikk speciális jelölései
A dőlt betűs, kurzív nemesi cím jelentése: a viselő az apja (esetleg nagyapja) második (harmadik) címét viseli, az az ő az örökös vagy az örökös örököse.

## Cork grófja (1394?)
Edward of Norwich (1373–1415. október 25.) York 2. hercege unokatestvére, II. Richárd király kegyeltje volt. Nagyapja III. Eduárd angol király ötödik fiának, Edmund of Langley, York 1. hercegének elsőszülött fiaként örökölte apja címeit. Írországban tett 1394–1395-ös hadjárat idején az ír főnemességben Cork grófjává nevezték ki, bár a cím létrehozásáról nincs fennmaradt oklevél. Ő maga és II. Richárd is használták ezt a címet abban az év tavaszán keltezett leveleikben.
A történetírásban általában más címein említik: Rutland grófja, Aumale vagy York hercege. 1397-ben Aumale hercegévé nevezték ki, ám ezt a rangot 1399. október 6-án elveszítette II. Richárd trónfosztása következtében. 1402-ben apja halálával York hercege lett. A Cork grófi cím és minden más számára létrehozott nemesi rang kihalt, amikor 1415-ben, gyermektelenül, az agincourt-i csatában elesett.

## Cork grófja (1620)

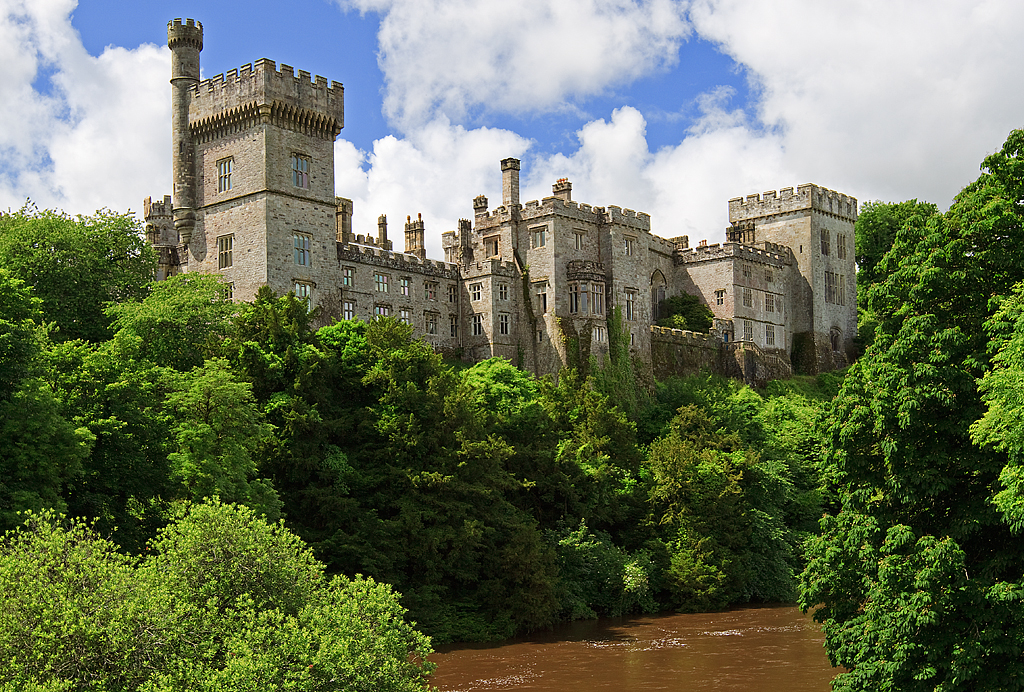
Lismore, Waterford megye. Ezen a helyen már 1185-ben is állt egy vár, amelyet János herceg építtetett a Feketevíz (Blackwater) folyó fölé. Ez a korai erőd rövid időn belül elpusztult, de később újjáépítették, és a középkor során a lismore-i püspökök rezidenciájaként szolgált. Az 1579-es Desmond-felkelés során megsérült, majd 1621-ben Richard Boyle teljesen újjáépítette, miután korábbi tulajdonosát, Walter Raleigh-t kivégezték. A XVII. század közepén Írországot sújtó háborúk végére a kastély ismét romos állapotba került, és az 1660-as években a Cork 2. grófja alakította át. A XVIII. századi hanyatlás után az épület teljes újjáépítését Devonshire 6. hercege végeztette el. Leszármazottai ma is a kastély tulajdonosai. Az 1814-es munkálatok teljesen átalakították a régi kastélyt: a felső részek, a mai bástyák és tornyok, valamint az épület jellemzőinek többsége ebből a XIX. század eleji átépítésből származik, míg a régi XVII. századi falakból csak az alsó szintek maradtak meg. Eredeti lőrések találhatók az északkeleti toronyban és a nyugati oldalon álló körtoronyban, a délkeleti toronyban pedig a harmadik emeletig láthatók a korábbi építkezés nyomai

A másodjára létrehozott Cork grófja címet 1753 óta az Orrery grófi címmel együtt viselik. A második létrehozásra 1620-ban került sor Richard Boyle számára, aki 1616-ban már megkapta a Youghal bárója címet. A grófi cím elnyerése után másfél hónappal megkapta az önálló Dungarvan vikomtja címet is.
Richard Boyle Canterburyben született, de 1588-ban Írországba települt, ahol egy ír örökösnőt vett feleségül és jelentős birtokokat vásárolt Cork megyében. 1631 és 1643 között Írország pénzügyminisztere volt. Harmadik fiát, Roger Boyle-t 1660-ban Orrery grófjává tették. Az első Cork grófja figyelemre méltó módon négy fiának nemesi címet szerzett, ötödik fia Robert Boyle volt, a híres tudós, a Boyle-törvény felfedezője.
Cork grófját második fia, szintén Richard Boyle követte a címben, mivel legidősebb fia fiatalon meghalt. Ez a Richard Boyle már korábban is örökölte fiatalabb öccsétől a Kinalmeaky vikomtja címet, egy különleges öröklési záradék alapján. Feleségül vette Elizabeth Cliffordot, Clifford 2. bárónőjét, és 1644-ben megkapta az angol főnemességben a Lanesborough Clifford bárója címet. Később Írország fő kincstárnoka és Yorkshire nyugati járásának hadnagya lett. 1664-ben az angol főnemességben Burlington grófjává nevezték ki. Egyetlen fia és örököse, Charles Boyle, Dungarvan 3. vikomtja, 1663-ban apja ifjabb címére kiadott parlamenti meghívással bekerült az ír Lordok Házába. Később Tamworth és Yorkshire képviselője volt az angol alsóházban, majd 1689-ben apja angol bárói címén keresztül meghívással bekerült az angol Lordok Házába.
Cork grófi címét unokája, a harmadik gróf örökölte, aki Dungarvan vikomtjának fia volt. Ő Írország fő kincstárnoka és Yorkshire nyugati járásának hadnagya volt. Halála után a címek egyetlen fiára, Cork negyedik és Burlington harmadik grófjára szálltak. A Lord Burlington néven ismert gróf híres építész volt, kiadta Andrea Palladio ókori római építészeti terveit, és William Kenttel közösen tervezte a Chiswick House-t. Nem született fia, így 1753-as halálával a Lanesborough Clifford báró cím és a Burlington grófi cím kihalt. Burlington birtokait és a Clifford báróságot legidősebb túlélő lánya, Charlotte Boyle, Clifford 6. bárónője örökölte (e cím további történetét lásd a Clifford bárója szócikkénél). Ő William Cavendish, Devonshire 4. hercegéhez ment feleségül. Harmadik fiuk, George Augustus Henry Cavendish 1831-ben az újra létrehozott Burlington grófja lett.
Lord Burlington halála után a Cork grófi és a megmaradt többi címre harmad-unokatestvére, John Boyle, Orrery 5. grófja joggal tartott igényt, és ezzel Cork 5. grófja lett. Ő az első Cork gróf harmadik fiának leszármazottja volt, és korábban már örökölte az ír Broghill bárói, valamint a brit Marston bárói címet is, amely révén helyet foglalhattak a brit Lordok Házában egészen 1999-ig. Íróként ismert, és baráti kapcsolatban állt Jonathan Swift-tel, Alexander Pope-pal és Samuel Johnsonnal. Halála után második, de legidősebb túlélő fia lett a hatodik gróf, aki Charleville-t képviselte az ír alsóházban, majd Warwick városát a brit parlamentben. Harminchárom évesen, nőtlenül halt meg, és féltestvére, Edmund Boyle örökölte a címet, Cork 7. grófjaként. Őt mára leginkább második felesége, Mary Boyle, Cork és Orrery grófné miatt tartják számon, akinek szalonja ötven éven át az angol szellemi élet központja volt. Halála után, 1798-ban, a címek második, de legidősebb túlélő fiára, a nyolcadik grófra szálltak, aki tábornokként szolgált a hadseregben, és részt vett a forradalmi és napóleoni háborúkban.
Őt unokája, a kilencedik gróf követte, Charles Boyle kapitány, Dungarvan vikomt fiaként. Lord Cork liberális politikusként tevékenykedett, Lord Russell, William Ewart Gladstone és Lord Rosebery kormányában is szolgált a Buckhounds-mester ??? és a Lovászmester ??? tisztségeiben. Legidősebb fia, a tizedik gróf, harcolt a második búr háborúban, majd 1925-ben utód nélkül hunyt el. Öccse, a tizenegyedik gróf örökölte címeit, de ő is gyermektelen volt, így a címek másod-unokatestvérére, William Boyle-ra, Cork és Orrery tizenkettedik grófjára szálltak. Ő az első gróf nyolcadik fiának, az ifj. John Boyle-nak volt az unokája. Lord Cork tengernagyi rangban szolgált, és különösen emlékezetes volt a Narvik elleni 1940-es hadművelet parancsnokaként. Gyermektelenül halt meg, a címeket unokaöccse, a tizenharmadik gróf örökölte, aki Reginald Courtenay Boyle őrnagy legidősebb fia volt. 1973 és 1978 között a Lordok Háza alelnökeként és az ülések egyik elnökeként tevékenykedett. Ő is gyermektelenül halt meg, így öccse lett a tizennegyedik gróf. 2017-es adatok szerint a címeket a tizennegyedik gróf legidősebb fia, a tizenötödik gróf birtokolja, aki 2003-ban örökölte azokat. A címnek van örököse (2025).
== Cork Boyle grófjai ==
- Richard Boyle (1566–1643) Youghal 1. bárója (1616), majd Cork 1. grófja (1620)
- Richard Boyle, Burlington 1. és Cork 2. grófja (1612–1698)
- Charles Boyle, Burlington 2. és Cork 3. grófja (1674 előtt–1703)
- Richard Boyle, Burlington 3. és Cork 4. grófja (1694–1753)
- John Boyle, Cork 5. és Orrery 5. grófja (1707–1762)
- Hamilton Boyle, Cork 6. és Orrery 6. grófja (1729–1764)
- Edmund Boyle, Cork 7. és Orrery 7. grófja (1742–1798)
- John Richard Boyle, Dungarvan vikomtja (1765–1768)
- Edmund Boyle, Cork 8. és Orrery 8. grófja (1767–1856)
- Richard Edmund St. Lawrence Boyle, Cork 9. és Orrery 9. grófja (1829–1904)
- Charles Spencer Canning Boyle, Cork 10. és Orrery 10. grófja (1861–1925)
- Robert John Lascelles Boyle, Cork 11. és Orrery 11. grófja (1864–1934)
- William Henry Dudley Boyle, Cork 12. és Orrery 12. grófja (1873–1967)
- Patrick Reginald Boyle, Cork 13. és Orrery 13. grófja (1910–1995)
- John William Boyle, Cork 14. és Orrery 14. grófja (1916–2003)
- John Richard Boyle, Cork 15. és Orrery 15. grófja (született 1945-ben)

A cím örököse Rory Jonathan Courtenay Boyle, Dungarvan vikomtja (született 1978-ban).

## Az első öt gróf családfája
A zászlók jelzik, ha a címet nem az angol főrendben hozták létre. Az hivatkozással bíró személyek életrajza abban a szócikkben olvasható, amely legmagasabb címükről szól. Ezért előfordulhat, hogy egy névre kattintva egy másik szócikkre visz át a Wikipédia.
- ♦ az első öt Cork gróf
- ♥ Burlington grófjai (nem az összes)
- ♠ Clifford bárói és bárónői
- Orrery grófjai[m 2] 1., 2., 3., 4. és 5.
- Az összes Lanesborough Clifford báró (a cím nincs feltüntetve a családfán) 1., 2., 3. és 4.
- Mindkét Shannon vikomt 1. és 2.
- A ★¹ ★² mutatja, hogy a családfán melyik két személy házasodott össze.

- Roger Boyle (1524–1576)
  - John Boyle (1563–1620)[m 7]
  - Richard Boyle (1566–1643),  ♦Cork 1. grófja
    - Joan Boyle (1611–1656) ∞ George FitzGerald (1612–1660)  Kildare 16. grófja
    - Richard Boyle (1612–1698),  ♦Cork 2. grófja, majd  ♥Burlington 1. grófja (1664) ∞ Elizabeth Clifford (1613–1691)  ♠Clifford 2. bárónője
      - Elizabeth Boyle (–1725) ∞ Nicholas Tufton (1631-1679)[m 8],  Thanet 3. grófja
      - Anne Boyle (1637–1671) ∞ Edward Montagu (1647–1688),  Sandwich 2. grófja
      - Frances Boyle (1637–1673) ∞ Wentworth Dillon (1637–1685)[m 9],  Roscommon 4. grófja
      - Charles Boyle (1639–1694),  Dungarvan 3. vikomtja[m 10]  ♠Clifford 3. bárója
        - Elizabeth Boyle (–1662) ∞ James Barry (1667–1748)[m 11],  Barrymore 4. grófja
        - Charles Boyle, (1669–1704),  ♥Burlington 2. grófja,  ♦Cork 3. grófja,  ♠Clifforrd 4. bárója ∞ Juliana Noel (1672–1750)
          - Juliana Boyle (~1685–1739) ∞ Charles Bruce (1682–1747)[m 12],  Ailesbury 3. grófja
          - Richard Boyle (1694–1753),  ♥Burlington 3. grófja,  ♦Cork 4. grófja,  ♠Clifforrd 5. bárója ∞ Dorothy Savile (1699–1758)
            - Dorothy Boyle (1724–1742) ∞ George FitzRoy (1715–1747)[m 13], Euston grófja
            - Julianna Boyle (1727–1730)[m 14]
            - Charlotte Boyle (1731–1754),  ♠Clifford 6. bárónője ∞ William Cavendish (1720–1764),  Devonshire 4. hercege  ♥Burlinton 2. grófja
              - William Cavendish (1748–1811)  Devonshire 5. hercege,  ♠Clifford 7. bárója ∞¹ Georgiana Spencer (1757–1806)[m 15] ∞² Elizabeth Christiana Hervey (1758–1824)
                - William Cavendish (1790–1858),  Devonshire 6. hercege,  ♠Clifford 8. bárója
                - Georgiana Cavendish (1783–1858), ½♠ ∞ George Howard (1773-1848)[m 16],  Carlisle 6. grófja
                  - Blanche Howard (1812–1840) ∞ William Cavendish (1808–91),  Devonshire 7. hercege ★¹

                - Harriet Cavendish (1785–1862) ½♠ ∞ Granville Leveson-Gower (1773–1846)[m 17],  Granville 1. grófja

              - Dorothy Cavendish (1750–1794) ∞ William Bentinck (1738–1809)[m 18],  Portland 3. hercege
              - George Augustus Henry Cavendish (1754–1834),  ♥Burlington 1. grófja
                - William Cavendish (1783–1812) ∞ Louisa Cavendish (1779 - 1863)
                  - William Cavendish (1808–91),  Devonshire 7. hercege ∞ Blanche Howard (1812–1840) ★¹

                - Charles Cavendish (1793–1863)[m 19],  Chesham 1. bárója
                  - ... innen Chesham bárói

          - Henrietta Boyle (1700–1746) ∞ Henry Boyle (1682–1764)[m 20],  Shannon 1. grófja ★²

        - Henry Boyle (1669–1725)[m 21],  Carleton 1. bárója
        - Mary Boyle (1670–1709) ∞ James Douglas (1662–1711),  Queensberry 2. hercege
        - Arabella Boyle (1671–1740) ∞ Henry Petty (1675–1751)[m 22],  Shelburne 1. grófja

      - Henrietta Boyle (1646–1687) ∞ Laurence Hyde (1642–1711)[m 23],  Rochester 1. grófja

    - Lewis Boyle (1619–1642)[m 4],  Kinalmeaky Boyle 1. vikomtja
    - Roger Boyle (1621–1679)[m 3],  Orrery 1. grófja
      - Barbara Boyle (– 1682) ∞ Arthur Chichester (1666–1706)[m 24],  Donegall 3. grófja
      - Margareth Boyle (~1644–1683) ∞ William O'Brien (1640–1692)[m 25],  Inchiquin 2. grófja
      - Roger Boyle (1646–1682)[m 26],  Orrery 2. grófja ∞ Mary Sackville (1647–1710)[m 27]
        - Lionel Boyle (1671–1703)[m 28],  Orrery 3. grófja ∞ Mary Sackville (~1680–1714)[m 27]
        - Charles Boyle (1674–1731)[m 29],  Orrery 4. grófja ∞ Elizabeth Cecil (1687–1708)
          - John Boyle (1707–1762)[m 6],  Orrery 5. grófja,  ♦Cork 5. grófja ∞ Henrietta Hamilton (–1732)
            - ...innen Cork és Orrery grófjai

      - Henry Boyle (1648–1693)[m 30]
        - Henry Boyle (1682–1764)[m 20],  Shannon 1. grófja ∞ Henrietta Boyle (1700–1746) ★²
          - ...innen Shannon grófjai

    - Francis Boyle (1623–1699)[m 31], Shannon 1. vikomtja
      - Richard Boyle (~1645–1679)
        - Richard Boyle (1675–1740)[m 32], Shannon 2. vikomtja ∞¹ Mary Sackville (~1680–1714)[m 27]

    - Mary Boyle (1625–1678) ∞ Charles Rich (1619–1673)[m 33],  Warwick 4. grófja
    - Robert Boyle (1627–1691)

## Fordítás
- Ez a szócikk részben vagy egészben  az   Earl of Cork című angol Wikipédia-szócikk ezen változatának fordításán alapul.  Az eredeti cikk szerkesztőit annak laptörténete sorolja fel. Ez a jelzés csupán a megfogalmazás eredetét és a szerzői jogokat jelzi, nem szolgál a cikkben szereplő információk forrásmegjelöléseként.
- Ez a szócikk részben vagy egészben  az   Edward, 2nd Duke of York című angol Wikipédia-szócikk ezen változatának fordításán alapul.  Az eredeti cikk szerkesztőit annak laptörténete sorolja fel. Ez a jelzés csupán a megfogalmazás eredetét és a szerzői jogokat jelzi, nem szolgál a cikkben szereplő információk forrásmegjelöléseként.
- Ez a szócikk részben vagy egészben  a   Richard Boyle, 1st Earl of Cork című angol Wikipédia-szócikk ezen változatának fordításán alapul.  Az eredeti cikk szerkesztőit annak laptörténete sorolja fel. Ez a jelzés csupán a megfogalmazás eredetét és a szerzői jogokat jelzi, nem szolgál a cikkben szereplő információk forrásmegjelöléseként.
- Ez a szócikk részben vagy egészben  a   Richard Boyle, 1st Earl of Burlington című angol Wikipédia-szócikk ezen változatának fordításán alapul.  Az eredeti cikk szerkesztőit annak laptörténete sorolja fel. Ez a jelzés csupán a megfogalmazás eredetét és a szerzői jogokat jelzi, nem szolgál a cikkben szereplő információk forrásmegjelöléseként.
- Ez a szócikk részben vagy egészben  a   Charles Boyle, 3rd Viscount Dungarvan című angol Wikipédia-szócikk ezen változatának fordításán alapul.  Az eredeti cikk szerkesztőit annak laptörténete sorolja fel. Ez a jelzés csupán a megfogalmazás eredetét és a szerzői jogokat jelzi, nem szolgál a cikkben szereplő információk forrásmegjelöléseként.
- Ez a szócikk részben vagy egészben  a   Charles Boyle, 2nd Earl of Burlington című angol Wikipédia-szócikk ezen változatának fordításán alapul.  Az eredeti cikk szerkesztőit annak laptörténete sorolja fel. Ez a jelzés csupán a megfogalmazás eredetét és a szerzői jogokat jelzi, nem szolgál a cikkben szereplő információk forrásmegjelöléseként.
- Ez a szócikk részben vagy egészben  a   Richard Boyle, 3rd Earl of Burlington című angol Wikipédia-szócikk ezen változatának fordításán alapul.  Az eredeti cikk szerkesztőit annak laptörténete sorolja fel. Ez a jelzés csupán a megfogalmazás eredetét és a szerzői jogokat jelzi, nem szolgál a cikkben szereplő információk forrásmegjelöléseként.
- Ez a szócikk részben vagy egészben  a   John Boyle, 5th Earl of Cork című angol Wikipédia-szócikk ezen változatának fordításán alapul.  Az eredeti cikk szerkesztőit annak laptörténete sorolja fel. Ez a jelzés csupán a megfogalmazás eredetét és a szerzői jogokat jelzi, nem szolgál a cikkben szereplő információk forrásmegjelöléseként.